# Taiskirchen im Innkreis
Taiskirchen im Innkreis är en ort och köpingskommun i Österrike. Den ligger i distriktet Ried im Innkreis i förbundslandet Oberösterreich, 210 kilometer väster om huvudstaden Wien. 
Kommunen består av 33 orter (Ortschaften) (inom parentes invånarantal 1 januari 2024):

- Aichet (25)
- Altmannsdorf (92)
- Arling (43)
- Baumgarten (20)
- Brandstätten (32)
- Breitenried (369)
- Bruckleiten (38)
- Edtleiten (43)
- Ellerbach (41)
- Flohleiten (81)
- Gansing (27)
- Gotthalmsedt (25)
- Günzing (31)
- Helfingsdorf (69)
- Hohenerlach (50)
- Jebing (30)
- Jedretsberg (21)
- Kainzing (55)
- Kleingaisbach (72)
- Kühdobl (46)
- Lacken (38)
- Lindet (22)
- Petersham (14)
- Schatzdorf (4)
- Sittling (9)
- Taiskirchen im Innkreis (787)
- Tiefenbach (51)
- Unterbreitenried (48)
- Wiesenberg (62)
- Wietraun (19)
- Wohleiten (80)
- Wolfsedt (16)
- Zahra (54)